# Gare de Laveline-devant-Bruyères
Gare de Laveline-devant-Bruyères – przystanek kolejowy w miejscowości Laveline-devant-Bruyères, w departamencie Wogezy, w regionie Grand Est, we Francji. Jest zarządzany przez SNCF i obsługiwany przez pociągi TER Lorraine. 

## Położenie
Znajduje się na linii Arches – Saint-Dié, na km 23,257 między stacjami Bruyèress i Biffontaine, na wysokości 446 m n.p.m.

## Linie kolejowe
- Linia Arches – Saint-Dié
- Linia Laveline-devant-Bruyères – Gérardmer - nieczynna